# ブルーノ数
数学において、ブルーノ数（ブルーノすう、英: Brjuno number）とは、連分数展開の近似分数を pn/qn とする無理数 α で、次を満たすもののことを言う：
{\displaystyle \sum _{n=0}^{\infty }{\frac {\log q_{n+1}}{q_{n}}}<\infty .}
この数は、線型部分が e2πiα である正則函数の芽が線型化可能であるための十分条件は α がブルーノ数であることを示した Brjuno (1971) によって導入された。この条件はまた1987年に Yoccoz (1995) によって、二次多項式に対しては必要条件であることも示された。その他の芽に対しては依然として未解決問題となっている。

## ブルーノ函数
無理数 x に対して実ブルーノ函数 B(x) は定義され、次を満たす：
{\displaystyle B(x)=B(x+1)}；
0 と 1 の間のすべての無理数 x に対して {\displaystyle B(x)=-\log x+xB(1/x)}.